# 那利水库
那利水库是中国广西壮族自治区崇左市天等县宁干乡境内的一座水库，位于左江流域那利河上，建于1958年。水库正常库容为1061万立方米，集雨面积为42平方千米，海拔为494.52米。